# John Gardberg
John Rudolf Gardberg, född 13 november 1899 i Åbo, död 18 november 1974 i Karis, var en finländsk skolman och historiker, erhöll professors titel 1973.
Gardberg verkade från 1929 till 1963 som historielärare och rektor vid Karis-Billnäs samskola och var mellan 1947 och 1967 docent i nordisk folklivsforskning vid Åbo Akademi. Han bedrev forskning bland annat i Kimitobygdens och Karisnejdens historia. Han var bror till Carl-Rudolf Gardberg.

## Biografi
Gardberg föddes i Åbo, han var den andra sonen i en stor familj. Hans far var handelsmannen Rudolf Gardberg och hans mor Anna Nordlin. Som ung skolelev deltog Gardberg i inbördeskriget tillsammans med sina två bröder Carl-Rudolf och Gustav. Tillsammans med andra elever i Åbo Svenska lyceum tog de sig ut ur det av de röda kontrollerade Åbo. De deltog till en början i Nystadskårens fälttåg på Åland. Gardberg återvände tillsammans med sina bröder till Åbo i maj 1918.
Gardberg var från tidig ålder intresserad av filosofi. Han inledde sina studier i filosofi för Edvard Westermarck, en förgrundsgestalt inom den då framväxande sociologin. Senare bytte han inriktning till kulturhistoria och folklivsforskning under Gabriel Nikander. Han blev fil.kand. 1923 och doktorerade 1936 med en avhandling om Kimito friherreskap. Gardberg hade inlett sina studier vid Helsingfors universitet men studerade från och med 1921 vid Åbo Akademi. Han var en av magistrarna vid Åbo Akademis första promotion 1927.
Efter sin kandidatexamen arbetade Gardberg en tid som folkhögskolelärare, vid Västra Nylands folkhögskola och vid Svenska folkakademin i Malm. Han blev rektor för Karis-Billnäs samskola i Karis 1929 och arbetade på skolan intill sin pension 1963.